# Інфрачервоне опалення

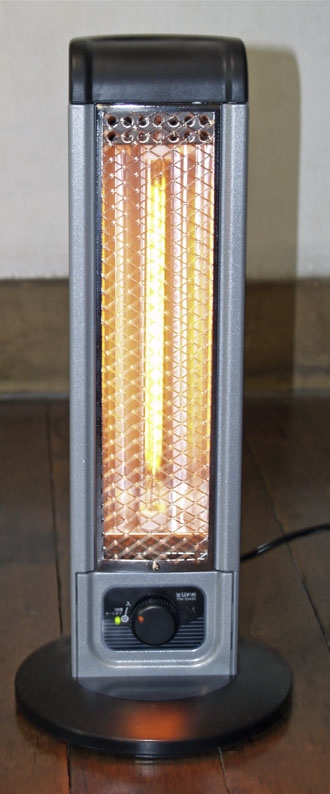
Інфрачервоний карбоновий обігрівач

Інфрачервоне опалення
 - один з різновидів систем опалення, підвид електричного і променистого опалення. Інфрачервоне опалення використовує промені  інфрачервоного випромінення.  Інфрачервоне опалення може виступати як допоміжне так і основне опалення.
Завдяки особливостям інфрачервоного випромінення можлива організація локального опалення, при якому тепло подається лише в ті зони, площі, людей які найбільше потребують опалення, це дозволяє економити енергоресурси.  Крім того, унікальною функцією інфрачервоного опалення є те що інфрачервоне опалення здатне навіть опалювати предмети і людей на відкритому повітрі, інші системи опалення майже не діють в таких умовах,  а якщо і діють то з мінімальною ефективністю і величезним перевикористанням енергетичних ресурсів. Інфрачервоне опалення є перспективною системою опалення з великим ресурсом можливого покращення показників енергоефективності і економності
.
Інфрачервоне опалення є підвидом променистого опалення, але інші види випромінювання практично не застосовуються для обігріву приміщень, теоретично існує ще ультрафіолетове і видиме випромінювання. Ультрафіолетове випромінювання не застосовують в Україні через його шкідливість, воно використовується лише в камерах для штучної засмаги для отримання штучної засмаги. Ще теоретично для опалення можуть використовуватися видимі промені, проте такий принцип опалення можна зустріти лише в кустарних обігрівачах, широке використання подібних приладів є недоцільним через досить низьку ефективність, часті перегорання ламп (за лічені дні) в результаті перегріву, 
пожежонебезпечність, дискомфортний вплив на очі.
Оскільки теплове випромінювання від приладів майже не поглинається та не розсіюється повітрям, вся енергія, що випромінюється майже на 100% йде на опалення приміщення.  Об'єкти, в свою чергу, нагріваються і передають тепло навколишньому повітрю. Саме тому інфрачервоне опалення називають опаленням прямого нагріву, а в свою чергу конвекційне – опаленням непрямого нагріву.  Це є основною відмінністю інфрачервоного обігрівача, у порівнянні із іншими видами обігрівачів. 
Інфрачервоні обігрівачі можна розміщувати в приміщеннях різного призначення та планування. Так інфрачервоне опалення може бути використано для опалення теплиці взимку, ангарів, загонів для тварин, складських приміщень .
При функціонуванні інфрачервоного опалення не відбувається зміна прохолодних повітряних мас на теплі, не формуються скупчення теплого повітря під стелею приміщення. Опалення приміщення відбувається рівномірно, у результаті по площі приміщення утворюється рівномірна температура. Інфрачервоне опалення приміщень є ефективною системою опалення та дозволяє економити значну кількість енергетичних ресурсів.

## Див також
- Інфрачервоний обігрівач
- Газовий інфрачервоний обігрівач